# Anaxyrus canorus
Anaxyrus canorus is een kikker uit de familie padden (Bufonidae). De soort werd voor het eerst wetenschappelijk beschreven door Camp in 1916. Oorspronkelijk werd de wetenschappelijke naam Bufo canorus gebruikt. De soort behoorde lange tijd tot het geslacht Bufo. In het Engels noemt men de soort Yosemite toad, naar het Yosemite National Park.
De tot 8 centimeter lange soort komt voor in de Verenigde Staten, rond de Sierra Nevada-bergketen in Californië. De pad houdt van natte en open plekken in bergstreken en komt nooit ver uit de buurt van een permanente waterpartij. De voorkeur heeft een biotoop met enige bodemvegetatie waar overdag onder geschuild kan worden, de soort is nachtactief. Het voedsel bestaat uit kleine ongewervelden zoals wormen.

## Uiterlijke kenmerken
Hoewel er enige variatie is, hebben de meeste vrouwelijke exemplaren een opvallende kleurentekening waaraan ze eenvoudig te herkennen zijn. De basiskleur is bruingrijs, met op de gehele bovenzijde van het lichaam inclusief de kop helder oranje vlekken die breed zwartomzoomd zijn. Deze omzoming houdt echter niet 'de vlek aan' maar vormt een eigen tekening. Hierdoor ontstaat een landkaart-achtige tekening van oranje vlekken die sterk afsteken tegen de rest van het lichaam. De mannetjes hebben geen tekening en zijn bruin maar zijn te herkennen aan de zeer grote, bijna zweer-achtige wratten op de rug. Een dorsale lengtestreep ontbreekt. De eitjes en de kikkervisjes zijn sterk gepigmenteerd en geheel zwart van kleur.

## Bedreigingen
Het gaat niet goed met deze soort; de aantallen lopen achteruit en in veel streken is de pad al verdwenen. Dat is niet alleen door toedoen van de mens, ook het op grote schaal uitbreken van een infectieziekte genaamd rode benenziekte heeft de soort geen goed gedaan. Ook het grillige bergklimaat is een belangrijke factor; valt er te veel sneeuw, dan bevriezen de larven in het water waar ze uitgekomen zijn, en als er te weinig sneeuw valt drogen de poeltjes die gevoed worden door smeltwater op en sterven de larven ook.